# Benzendorf (Eckental)
Benzendorf ist ein Gemeindeteil des Marktes Eckental im Landkreis Erlangen-Höchstadt (Mittelfranken, Bayern). Die Gemarkung Benzendorf hat eine Fläche von 3,840 km². Sie ist in 591 Flurstücke aufgeteilt, die eine durchschnittliche Flurstücksfläche von 6497,89 m² haben. In ihr liegen neben dem namensgebenden Ort die Gemeindeteile Illhof und Oedhof.

## Geografie
Das Dorf liegt im Bereich der nördlichen Albrandregion. Es befindet sich auf freier Flur, etwa 4,5 Kilometer nordöstlich des Zentrums von Eckental und wird vom Rüsselbach, einem Zufluss der Schwabach, durchflossen. Durch Benzendorf verläuft die Kreisstraße ERH 12, die aus dem Nordwesten von Mittelrüsselbach kommend, den Ort südwärts in Richtung Herpersdorf verlässt. Eine Gemeindeverbindungsstraße führt zum östlich gelegenen Nachbarort Oedhof.

## Geschichte
Benzendorf wurde, wie die meisten Dörfer in der Umgebung, zwischen 1050 und 1150 gegründet. 1195 wurde der Ort erstmals urkundlich erwähnt. Das Kloster Weißenhohe nannte das Dorf „Beislendorf“. Um 1500 gehörte Benzendorf zur Reichsstadt Nürnberg und war protestantisch geprägt.
Durch die Verwaltungsreformen im Königreich Bayern zu Beginn des 19. Jahrhunderts  wurde Benzendorf mit dem Zweiten Gemeindeedikt eine Ruralgemeinde, zu der die beiden Dörfer Illhof und Oedhof gehörten. Im Zuge der Gebietsreform in Bayern wurde die Gemeinde Benzendorf am 1. Juli 1972 ein Bestandteil der neu gebildeten Gemeinde Eckental. Die Zuordnung der evangelischen Kirchengemeinde von Benzendorf zur Pfarrei Kirchrüsselbach blieb weiterhin bestehen.

## Baudenkmäler

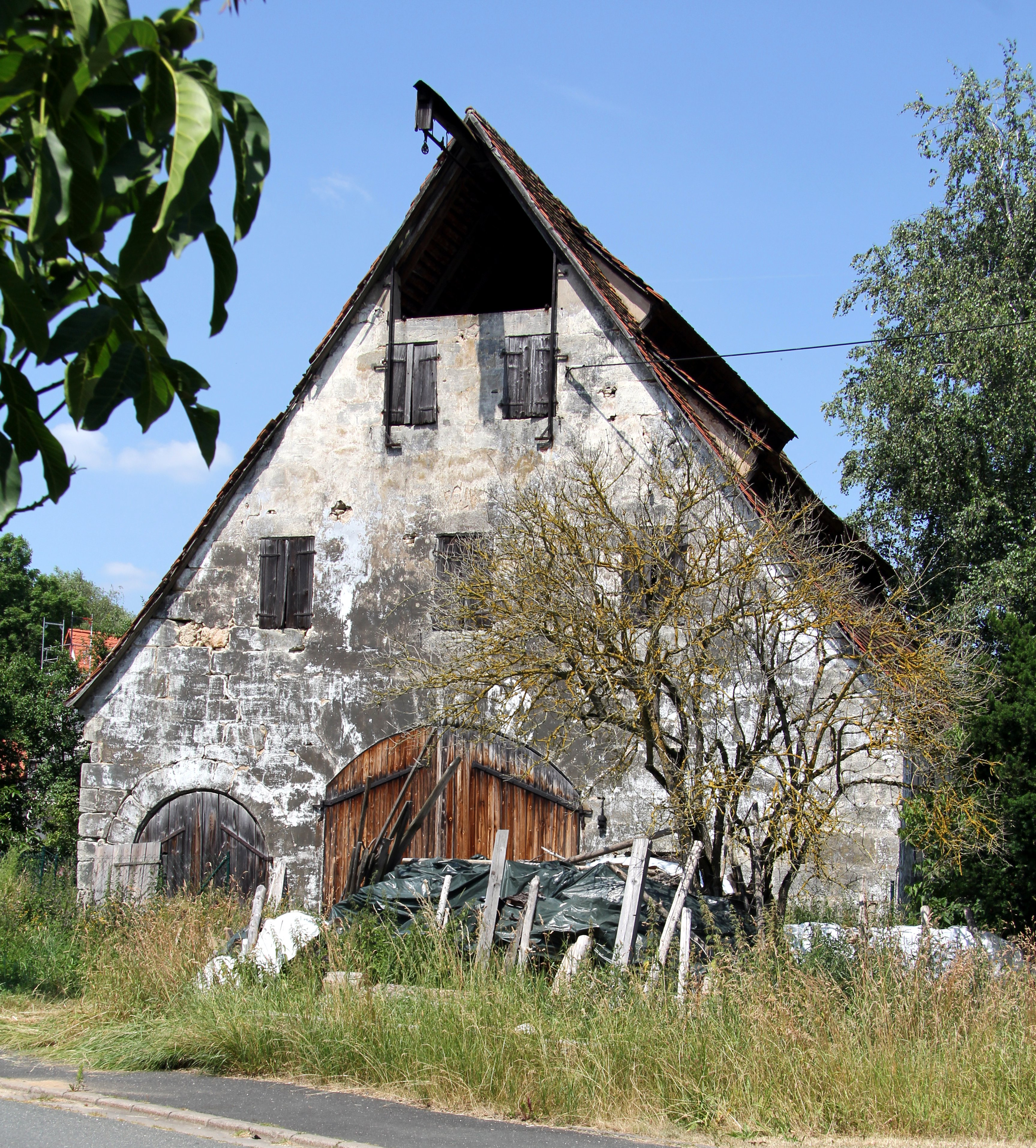
Hopfenscheune in Benzendorf

In Benzendorf befinden sich vier Baudenkmäler, darunter eine aus der zweiten Hälfte des 19. Jahrhunderts stammende Hopfenscheune.